# 1707 год в литературе

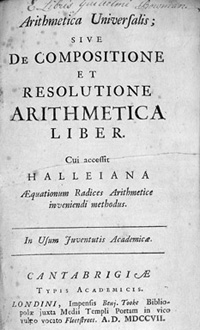
Монография Исаака Ньютона «Универсальная арифметика»

## События
- Издана монография Исаака Ньютона «Универсальная арифметика» на латинском языке.
- Кэтрин Кокберн, английская романистка, драматург и философ отреклась от римско-католической веры и вернулась в лоно англиканской церкви.

## Произведения
- Опубликован роман «Хромой бес» («Le Diable Boiteux») Алена-Рене Лесажа.
- Вышел первый и последний том книги Эдварда Ллуйда «Archeologia Britannica».
- Издана пьеса Джорджа Фаркера «Хитроумный план щёголей» (англ. The Beaux Stratagem).
- Исаак Уоттс опубликовал свою самую известную книгу — сборник «Гимны и духовные песни» (англ. Hymns and Spiritual Songs).
- Джозеф Аддисон создал либретто оперы «Rosamond».
- «Entretiens d’un philosophe chrétien et d’un philosophe chinois sur l’existence de Dieu» Николя Мальбранша.

## Родились
- 7 января — Василий Александрович Нащокин, русский мемуарист (умер в 1760).
- 14 февраля — Клод Кребийон, французский писатель (умер в 1777).
- 25 февраля — Карло Гольдони, венецианский драматург и либреттист (умер в 1793).
- 18 марта — Юзеф Бака, польский священник-иезуит, поэт (умер в 1780).
- 22 апреля — Генри Филдинг, английский писатель (умер в 1754).
- 4 августа — Иоганн Август Эрнести, германский научный и духовный писатель (умер в 1781).
- 7 сентября — Жорж-Луи Леклерк де Бюффон, французский писатель (умер в 1788).
- 18 декабря — Чарльз Уэсли, британский автор более 5500 евангельских гимнов (умер в 1788).
- 25 декабря — Пьер Клеман, французский драматург и литературный критик (умер в 1767).

### Без точной даты
- Андрей Богданов, российский писатель японского происхождения (умер в 1768).
- Сергей Саввич Волчков, русский переводчик, директор Сенатской типографии (умер в 1773).
- Иоганн Юлий Геккер, немецкий богослов, автор сочинений по ботанике и анатомии (умер в 1768).
- Моше Хаим Луцатто, автор десятков книг по каббале и по еврейской этике (умер в 1746).

## Скончались
- 18 марта — Изак Цабан, словацкий богослов и драматург (родился в 1632).
- 30 марта — Себастьен Ле Претр де Вобан, французский военный писатель (родился в 1633).
- 1 апреля — Такараи Кикаку, японский поэт школы Басё, был одним из наиболее влиятельных поэтов своего времени (родился в 1661).
- 3 апреля — Дробыш Тушиньский, польский писатель — мемуарист (родился в 1640).
- 24 апреля — Уолтер Чарлтон, английский писатель (родился в 1619).
- 29 апреля — Джордж Фаркер, ирландский драматург (родился в 1677).
- 17 августа — Петтер Дасс, норвежский поэт (родился в 1647).
- 15 сентября — Джордж Степни, английский поэт (родился в 1663).
- 24 сентября — Винченцо да Филикайя, итальянский поэт (родился в 1642).
- 5 октября — Даниэль Шпеер, немецкий музыкальный писатель (родился в 1636).
- 6 ноября — Хаттори Рансэцу, японский поэт (родился в 1654).

### Без точной даты
- Ашик Умер, средневековый поэт-ашик, один из наиболее известных представителей тюркоязычной ашикской поэзии (родился в 1621).
- Ахмед Хани, курдский поэт (родился в 1650).
- Чжан Чао, китайский интеллектуал, автор сборника афоризмов «Тени глубокого сна» (родился в 1650).
- Александр Эксквемелин, путешественник и писатель, автор одного из самых важных источников по пиратству XVII века — книги «Пираты Америки».